# Mayfield (Kentucky)
Mayfield város az USA Kentucky államában. Lakosainak száma 10 017 fő (2020. április 1.).

## Népesség
A település népességének változása:

| 2010 | 10 024 |
| 2020 | 10 017 |